# OTA Solgryn
OTA Solgryn er et morgenmadsprodukt, der består af valsede havrekerner og havregryn. 
OTA Solgryn blev første gang fremstillet i 1898 under navnet Avena og skiftede i 1917 navn til OTA Solgryn. 
Det produceres af firmaet Crispy Food i Gørlev, der købte brandet tilbage fra PepsiCo i 2019.

## Reklamer
Ota Solgryn har i årenes løb haft en lang række kendte personer, ikke mindst sportsfolk, til at reklamere for produktet. Men også "professor Vitalius Sørensen", spillet af Helge Kjærulff-Schmidt i 33 reklamefilm i 1950'erne, havde stor gennemslagskraft i medierne. Den huskes også i nutiden, bl.a. via en konkurrence på TV 2's hjemmeside.
I nutiden er Michael Laudrup en af de mest kendte profiler.

## Ekstern henvisning
- Ota Solgryns hjemmeside

| Mad og drikke | Spire Denne artikel om mad og drikke er en spire som bør udbygges. Du er velkommen til at hjælpe Wikipedia ved at udvide den. |